# Rómulo Sauñe Quicaña
Rómulo Sauñe Quicaña (Chakiqpampa, departamento de Ayacucho, Perú, 17 de enero de 1953 – provincia de Huamanga, 5 de septiembre de 1992) fue un pastor evangélico y traductor peruano. Fue el traductor principal de la primera Biblia quechua entera del Perú, traducida al quechua ayacuchano.

## Vida
Rómulo Sauñe Quicaña se crio en la comunidad quechua de Chakiqpampa, donde en su niñez trabajó como pastor de ovejas. Dicen que su madre tenía ancestros nobles incas de una familia de sacerdotes. Justiniano Quicaña, el abuelo maternal de Rómulo, fue cristiano evangélico y hablaba con él sobre Jesús, y por eso Rómulo también se convirtió. Con otros cristianos de la región de Ayacucho, fundaron la organización evangélica quechuahablante Tawantinsuyuman Allin Willakuy Apaqkuna (TAWA) para difundir el Evangelio en su país.
Ya existía una traducción del Nuevo Testamento al quechua ayacuchano desde los años 1950, en la cual había colaborado el pastor Florencio Segura Gutiérrez, pero Rómulo Sauñe elaboró con algunos otros cristianos una nueva traducción de la Biblia entera. Para comprender más la cultura y la fe del pueblo israelí, viajó a Israel. La Biblia quechua de Ayacucho (Chuya Qellqa) salió en 1987, un año después de la Biblia en quechua boliviano y un año antes de la Biblia en quechua cuzqueño.
Leyó y grabó sus traducciones bíblicas del Nuevo Testamento para FCBH (La Fe Viene Por El Oir, en quechua Uyarispam Runaqa Iñin), por lo cual es posible escuchar su voz en el portal Bible.is, y habló para el doblaje de la película Jesús.
Los terroristas maoístas de Sendero Luminoso lucharon encarnizadamente contra las iglesias evangélicas y asesinaron también a Justiniano Quicaña.
El 23 de junio de 1992 viajó a un congreso cristiano en Manila, donde recibió un premio por la libertad de fe. Aunque algunos cristianos peruanos le envidiaron este reconocimiento, fue a la ceremonia en ropa tradicional y dio que había venido en el nombre de su pueblo quechua, los descendientes de los Incas.
Junto con tres compañeros, Rómulo Sauñe fue asesinado por terroristas de Sendero el 5 de septiembre de 1992, cuando regresaba de la ciudad de Huamanga a Chakiqpampa.

## Familia
Rómulo Sauñe estuvo casado con Donna Jackson, con la cual tuvo cuatro hijos: Rumi, Kusi, Quri y Tawa. Su hermano Josué Sauñe es líder de la iglesia quechua en Huamanga.

## Obras traducidas por Rómulo Sauñe
- Chuya Qellqa. Biblia en quechua ayacuchana, traducción directa de los idiomas originales. Sociedades Bíblicas Unidas, Sociedad Bíblica Peruana, Lima 1987 (PDF, 26 MB)
- Hukllawasqa Nacionkunapa reqsichisqan llapa runakunapa derechonkuna (ZIP file, SIL)